# سيرجي جيناديفيتش نيتشايف
سيرجي جيناديفيتش نيتشايف (الروسية: Серге́й Генна́диевич Неча́ев) (2 أكتوبر 1847 - 21 نوفمبر أو 3 ديسمبر 1882) كان ثوريًّا روسيًّا ينتمي للحركة العدمية. عُرف بسعيه الحثيث للثورة بأية وسيلة ممكنة، ومن ضمن ذلك الإرهاب الثوري. وهو صاحب كتاب «تعاليم ثوري».
غادر نيتشايف روسيا في عام 1868 بعد أن تورط في مقتل رفيق سابق. وأدت العلاقات المعقدة مع زملائه الثوريين إلى طرده من جمعية الشغيلة العالمية. أُلقى القبض عليه في سويسرا في 1872، وسُلم إلى روسيا حيث حكم عليه بالسجن عشرين عامًا، ومات في سجنه.

## النشأة في روسيا

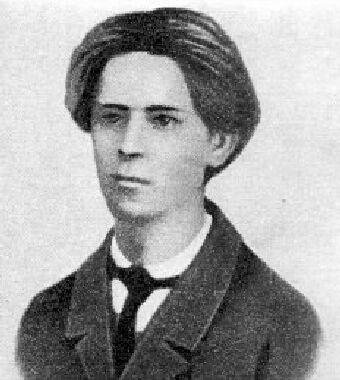
جونغ إن:سيرغي نيتشاييف (نيشاييف نيشايف)

ولد سيرجي جيناديفيتش في إيفانوفو، والتي كانت بلدة صغيرة تنتشر فيها صناعات النسيج. كان والداه فقيرين؛ فعمل والده نادلًا ورسامًا للوحات الإشارية. وتوفيت والدته عندما كان بسن الثامنة. تزوج والده مرة أخرى وأنجب والدين آخرين. وعاشت الأسرة في بيت من ثلاث غرف مع أختين بالإضافة جده وجدته. وكانوا من الأقنان السابقين الذين انتقلوا إلى إيفانوفو. تطور لدى سيرجي الشاب وعي مبكر بالتفاوت الاجتماعي وتولد بوجدانه احتقار للنبلاء المحليين. في عمر العاشرة، تعلم حرف والده؛ خدمة الموائد ورسم اللوحات الإرشادية. تمكن والده من الحصول على عمل له في مصنع، لكن سيرجي لم يقبل بوظيفة الخادم. دفعت عائلته لمعلمين أكفاء علموا سيرجي اللاتينية والألمانية والفرنسية والتاريخ والرياضيات والخطابة.
في عمر الثامنة عشر، انتقل سيرجي إلى موسكو حيث عمل مع المؤرخ ميخائيل بوجودين. وبعد عام انتقل إلى سانت بطرسبرج، واجتاز اختبار المعلمين فأصبح مدرسًا في مدرسة رعوية. وابتداءً من سبتمبر 1968، التحق بمحاضرات في جامعة سانت بطرسبرج، لكنه لم يسجل نفسه طالبًا في الجامعة . هناك تعرف على الأدب الروسي التحريضي للديسمبريين ورابطة بيتراشيفسكي وميخائيل باكونين بالإضافة إلى آخرين، كما اطلع على الاضطراب المتنامي لدى طلبة الجامعة. قيل أنه كان ينام على الخشب وعاش على الخبز الأسود في تقليد لشخصية رخميتوف، الثوري الزاهد في رواية نيكولاي تشيرنيشيفسكي «ما الذي يجب فعله؟».